# Guédé-Double
Guédé-Double (crioll haitià: Gede Doub) és un loa (o lwa) en vodú haitià que pot dotar a la gent del do de la "segona vista" (clarividència).